# Qımılqışlaq (Quba)
Qımılqışlaq è un comune dell'Azerbaigian situato nel distretto di Quba. Conta una popolazione di 575 abitanti.